# Bernhard Schömann

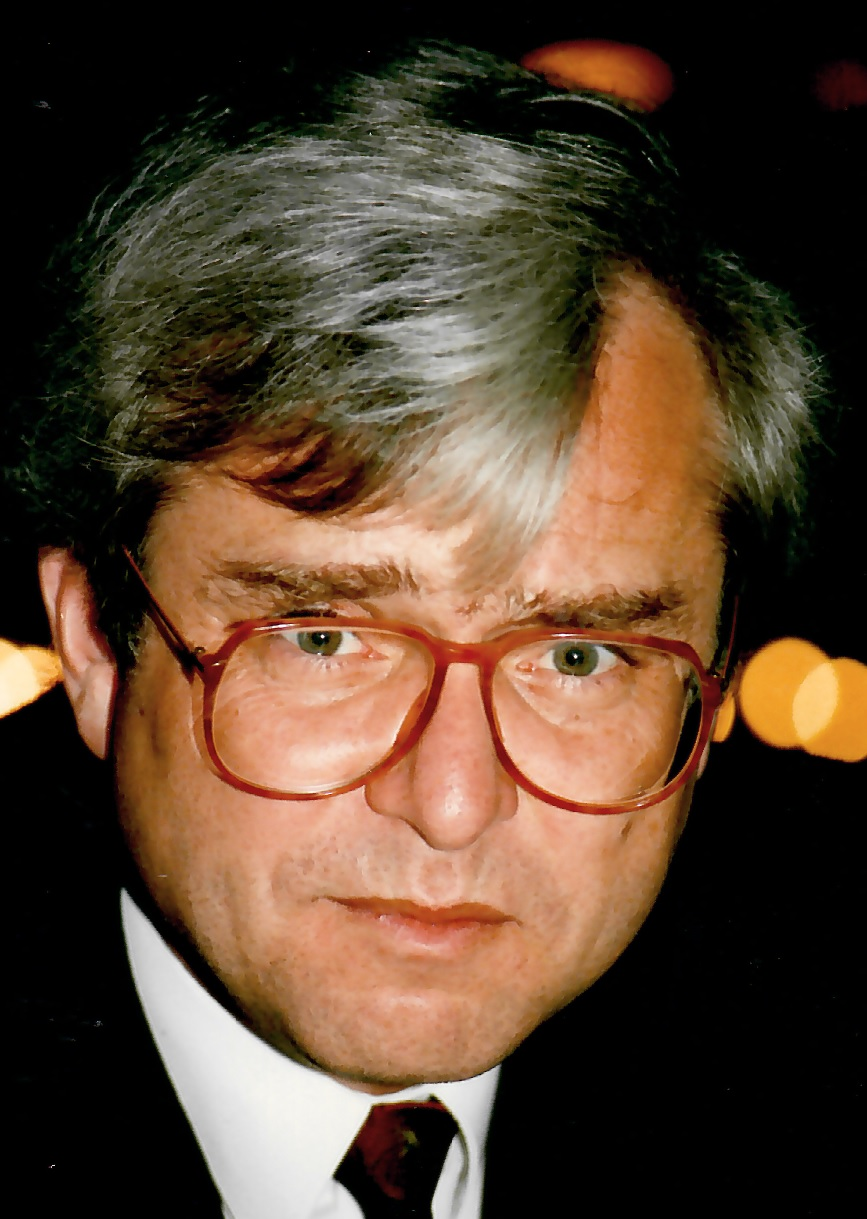
Bernhard Schömann 1989

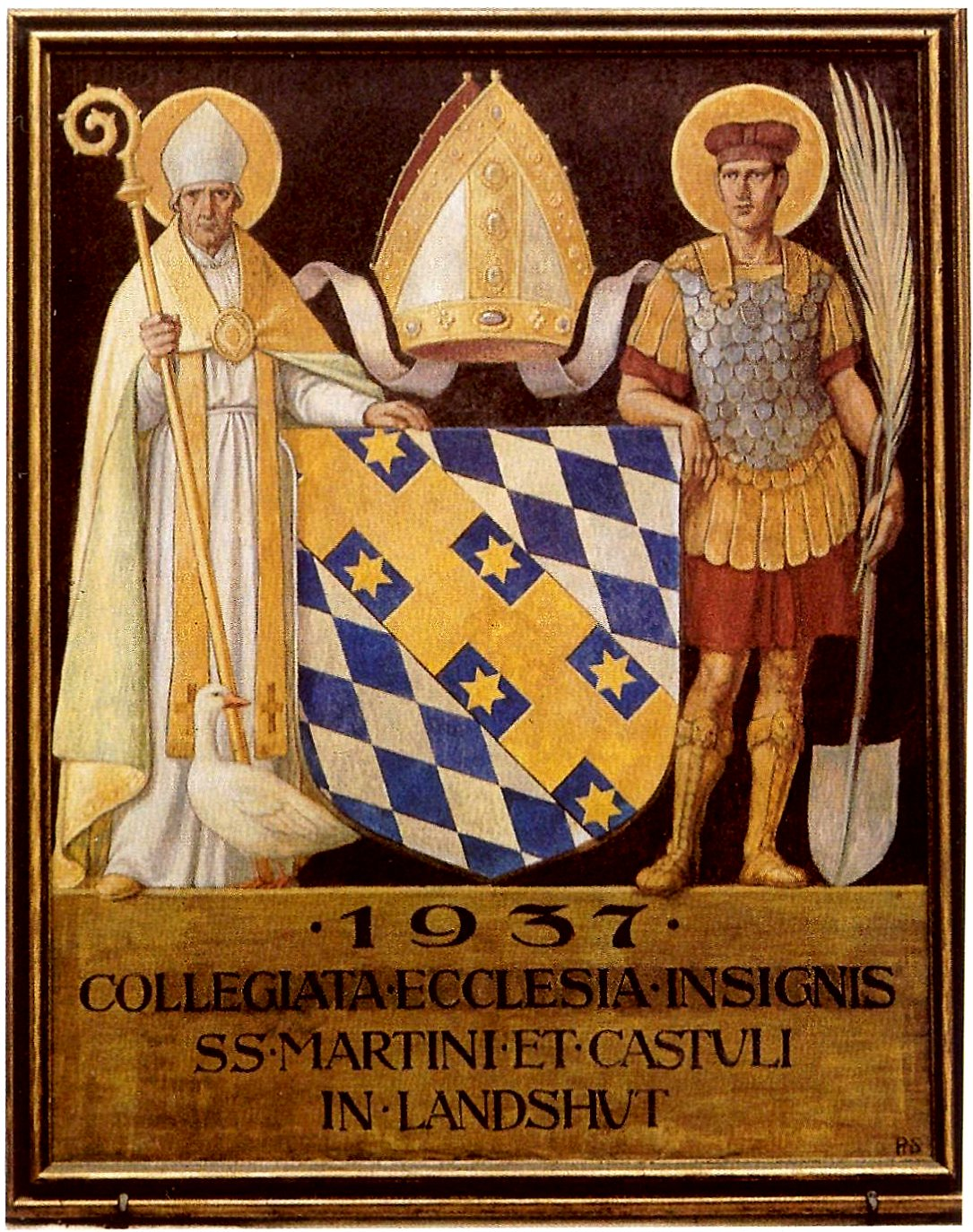
Wappen des Stiftskapitels von St. Martin mit den Patronen St. Martin und St. Castulus

Bernhard Schömann (* 12. September 1946 in Landshut; † 29. Mai 2015 in München) war ein deutscher römisch-katholischer Pfarrer und emeritierter Stiftspropst von St. Martin in Landshut.

## Leben
Aufgewachsen in Landshut, studierte Schömann Philosophie und Katholische Theologie. 1974 wurde er von Julius Kardinal Döpfner zum Priester geweiht. Nach seiner Kaplanszeit war er 1979 bis 1983 als Geistlicher Leiter des Jugendverbandes Katholische Junge Gemeinde in der Erzdiözese München und Freising tätig, zugleich 1981 bis 1986 Diözesanjugendpfarrer. Von 1986 bis 1993 war er Pfarrer von St. Georg in Taufkirchen. Anschließend übernahm er bis 2012 die Aufgabe des Stiftspropsts (zugleich Leiter des Pfarrei und des Stiftskapitels) von St. Martin in Landshut. Ab 2004 wurde er Leiter des Pfarrverbands St. Martin – Hl. Blut und damit zugleich Pfarradministrator von Hl. Blut. Von 2007 bis 2013 kam zusätzlich die Aufgabe des Pfarradministrators von St. Jodok. Nach Eintritt in den Ruhestand war er geistlicher Leiter des St.-Josef-Heims in München-Haidhausen.
Er starb am 29. Mai 2015 in München und wurde in der Propstgruft in St. Martin in Landshut beigesetzt. Das Requiem leitete Friedrich Kardinal Wetter.

### Auszeichnung
- Kaplan Seiner Heiligkeit

## Werke (in Auswahl)

### Publikationen in Buchform
- Kindersonntag. Das Kirchenjahr im Kindergottesdienst. Anregungen, Gestaltungshilfen, Predigttexte, Verlag Pfeiffer, München 1991, ISBN 978-3-7904-0584-2.
- mit Mathias Baumgartner, Erich Stahleder, Stifts- und Pfarrkirche St. Martin, Landshut, Schnell & Steiner Verlag, Regensburg, 1. Auflage 2003, ISBN 3-7954-1578-0
- mit Erich Stahleder, Mathias Baumgartner, Stiftsbasilika St. Martin Landshut. Basilica minor, Schnell & Steiner, Regensburg 2010, ISBN 978-3-7954-1578-5.
- mit Günther Knesch, Josef Deimer, Ursula Weger, St. Martin zu Landshut. Bauwerk und Architektur, Schnell und Steiner, Regensburg 2015, ISBN 3-7954-2234-5.